# Dikasterialpalast

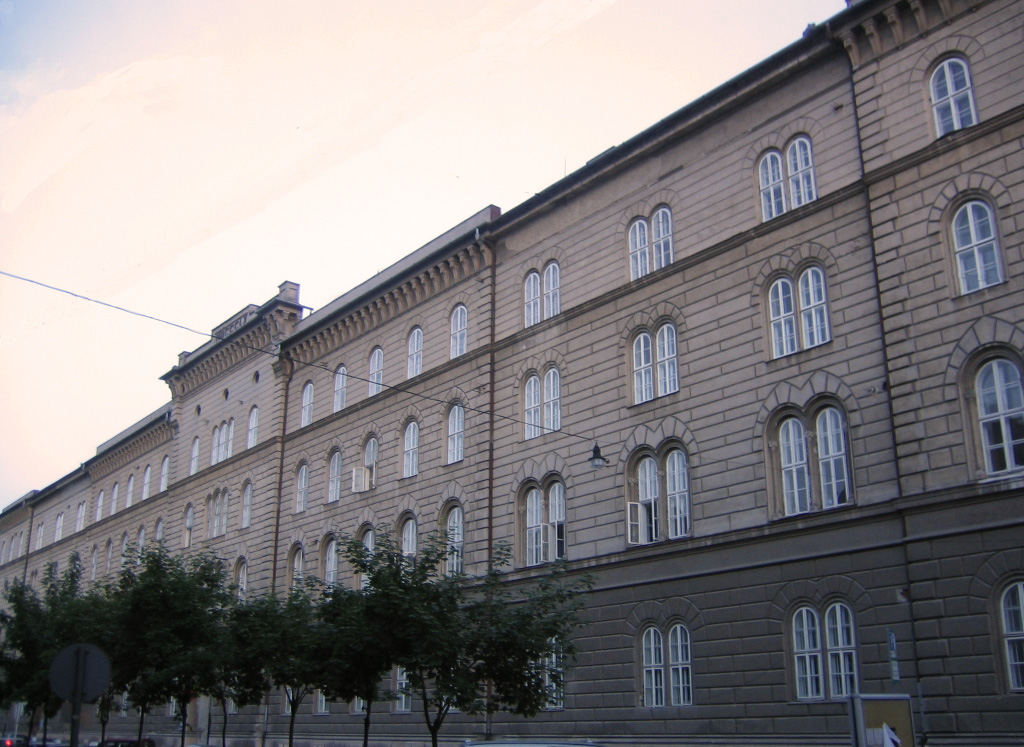
Dikasterialpalast in Timișoara, 2006

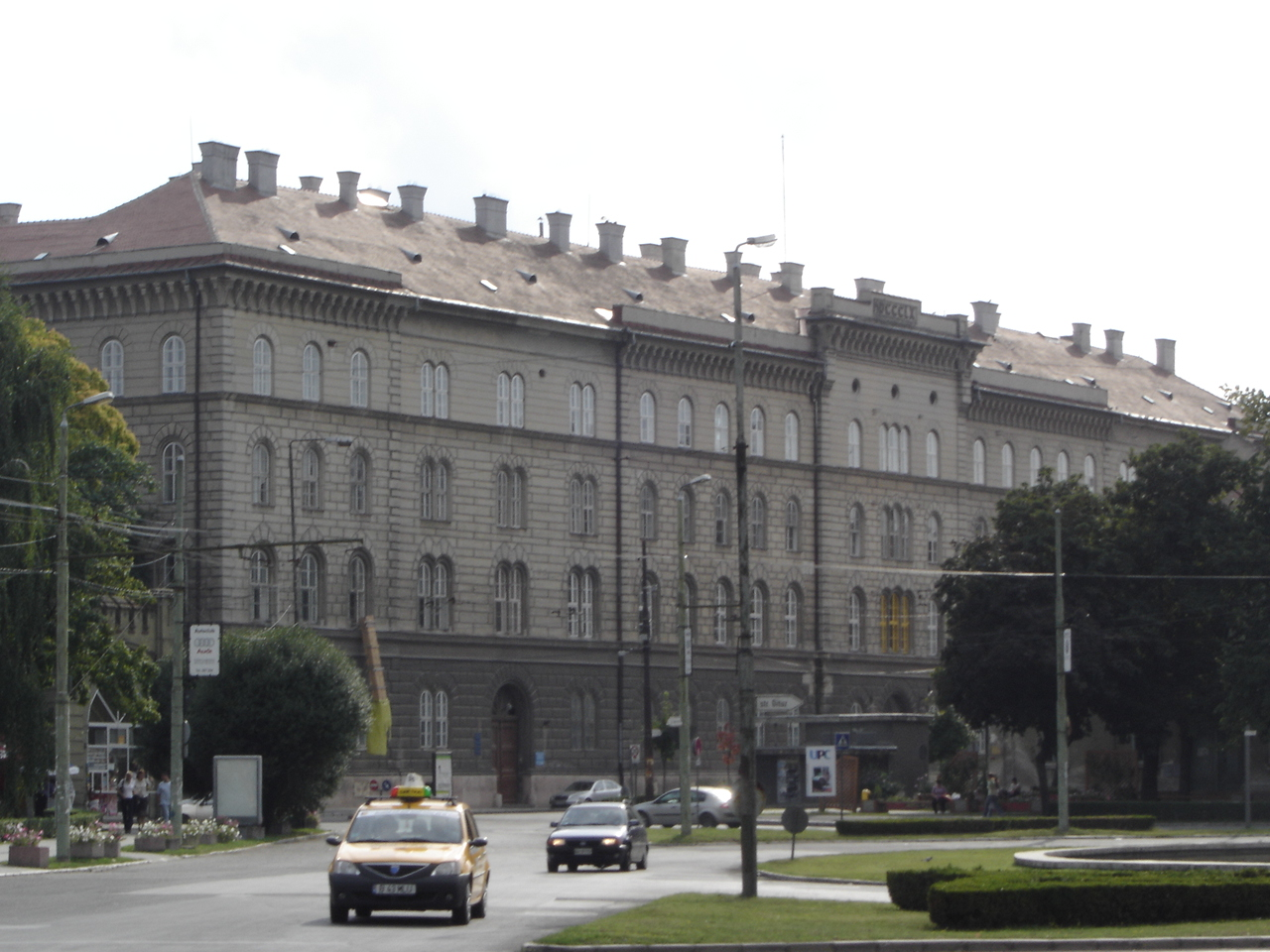
Andere Ansicht des Palastes, 2007

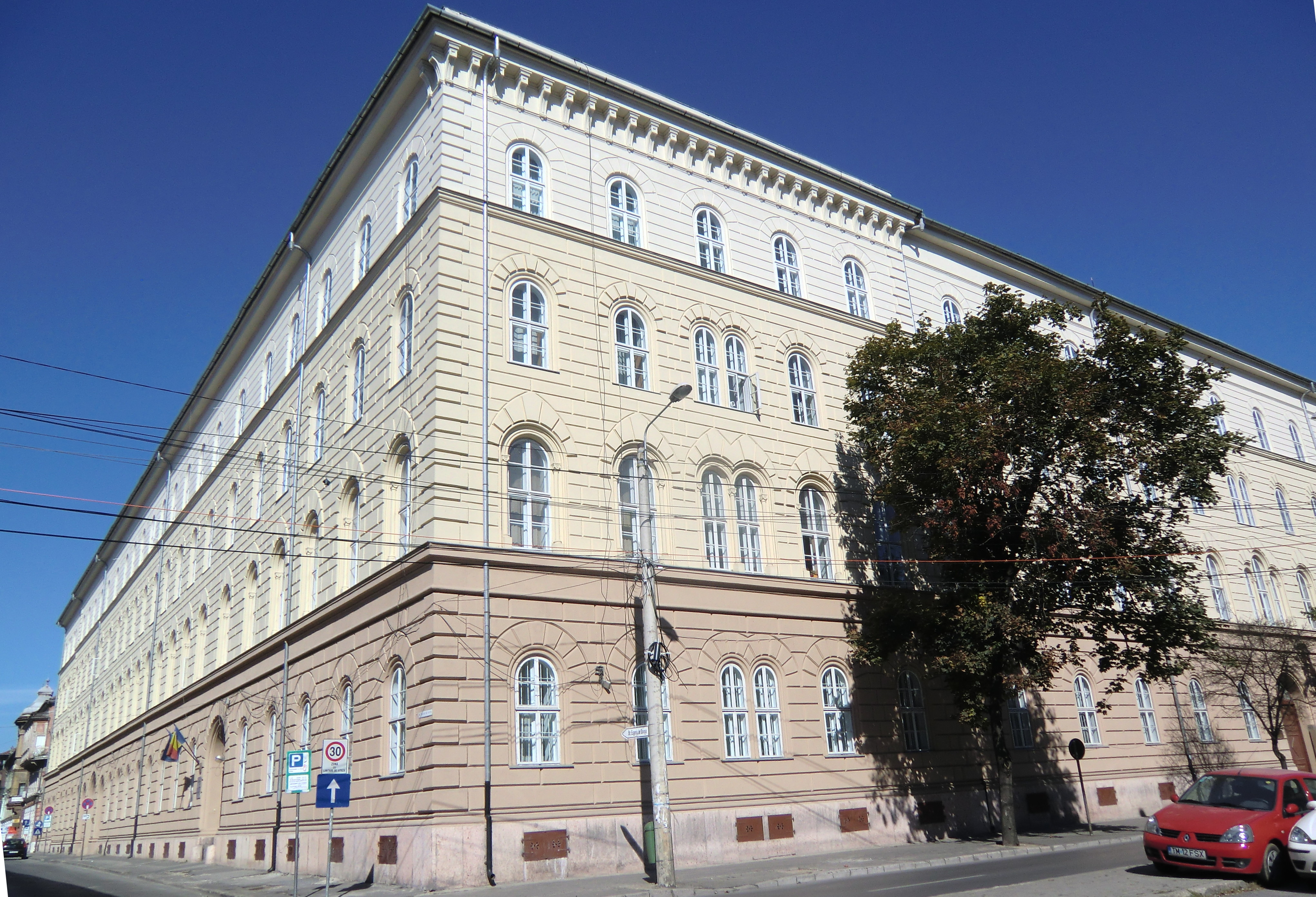
Sicht vom Springbrunnen der vier Himmelsrichtungen, 2010

Der Dikasterialpalast (rumänisch Palatul Dicasterial) ist ein denkmalgeschütztes dreistöckiges Gebäude am Piața Dr. I. C. Brătianu der westrumänischen Stadt Timișoara.

## Beschreibung
Das massive Gerichtsgebäude, das während der eklektizistischen Architekturperiode der Stadt zwischen 1855 und 1860 errichtet wurde, ist mit seiner Größe und der Schlichtheit seiner Fassaden beeindruckend.
Das Gebäude wurde ursprünglich als Verwaltungssitz der Regierung der Woiwodschaft Serbien und Temeser Banat gebaut. Diese wurde 1848 für die Gebiete Syrmien, Banat, Batschka und Baranya als Antwort auf die ungarische Erhebung gegen das österreichische Kaiserhaus in der Revolution von 1848/49 proklamiert. 1860 wurde die Woiwodschaft Serbien und Temeser Banat aber wieder aufgelöst und die politische Ordnung von vor 1848/1850 wiederhergestellt.
Das Bauwerk im Stil der italienischen Neorenaissance wurde dem Palazzo Strozzi in Florenz nachempfunden. Der Palast hat drei innere Höfe und sechs Tore. Auf einer Fläche von 23.500 m² ist es das größte öffentliche Gebäude der Stadt; in seinem Inneren befinden sich 273 Amtszimmer sowie 160 weitere Räume.
Mit dem Begriff Dikasterialpalast bediente sich das damals übliche Wiener Amtsdeutsch der klassischen Antike; Dikasterien waren Volksgerichte im alten Griechenland. Heute ist er Sitz des Gerichtshofes für den Kreis Timiș und einiger anderer Verwaltungsstellen, sowie von Finanz- and Anwaltskanzleien.